# Берендеевский торфобрикетный завод
Берендеевский торфобрикетный завод — завод в посёлке Берендеево, работавший с 1964 по 1992 годы. Принадлежал Берендеевскому торфопредприятию.

## История завода
Строительство началось в 1961 году. Завод был пущен в эксплуатацию через три года, в октябре 1964 года. Вся переработка торфа была полностью автоматизирована. Оборудование было изготовлено в ГДР. В виду высокой автоматизации производства количество рабочих было небольшим: на смену выходило всего 13—15 рабочих и один мастер.
Для вывоза брикетов к потребителям в другие города к заводу была проведена ветка железной дороги. Артезианские скважины для завода были пробурены Владимирским участком треста «Промбурвод».
Первая очередь завода позволяла изготовить 60000 тонн брикетов из фрезерного топлива. Торфяные брикеты имели влажность 10—15 процентов, зольность до 15 процентов, теплотворную способность 4500 калорий. К 1973 году завод выпускал 73000 тонн брикетов в год.
78 % сотрудников были ударниками коммунистического труда, то есть регулярно перевыполняли принятые ими обязательства по производительности труда. За производственные успехи торфобрикетному заводу было передано на вечное хранение Красное знамя. В 1969 году работники завода были удостоены звания Коллектива коммунистического труда.
В 1992 году в результате экономической реформы завод был остановлен, закрыт, разрушен и уничтожен.